# 索契冰球俱樂部
索契冰球俱樂部（俄语：Хоккейный клуб Сочи）是位於俄羅斯索契的職業冰球隊。它於2014–15賽季加入大陸冰球聯盟。

## 歷史
2014年5月23日，底特律紅翼受限自由球員中鋒Cory Emmerton和索契冰球俱樂部簽約，加入2014–15年KHL賽季，成為球隊歷史是第一位進口球員。

## 外部連結
- HC Sochi 官方網站 （页面存档备份，存于） （俄文）